# 배효성 (축구인)
배효성(裵曉星, 1982년 1월 1일 ~ )은 대한민국의 전 축구 선수이자 축구 지도자이다. 현재 대전 하나 시티즌에서 코치로 활동하고 있다.

## 클럽 경력
관동대학교를 거쳐 2004년 부산 아이파크에 입단하였다. 2011년 인천 유나이티드로 이적하여 이적 첫 해에 주장직을 수행하였으며, 2012년 강원 FC로 이적하였다. 거친 수비가 주특기다.
2015년 경남 FC로 이적하였으며, 현대오일뱅크 K리그 챌린지 2015 28라운드 상주 상무와의 홈경기에서 이정협에게 심한 반칙을 가해 광대뼈와 인중 부위의 복합골절상을 입힌 후 퇴장당했으며, 이후 사후징계로 6경기 출장정지의 중징계를 받게 되었다.
2016년 충주 험멜로 이적하였으며, 팀의 주장으로 선임되었다.

## 지도자 경력
2017년 8월 김학범 감독의 부름을 받고 광주 FC의 코치로 취임하였다. 2018년부터 새로 창단하는 K3리그의 충주 시민축구단의 코치로 부임했다. 2020년에 설기현 감독의 부름을 받아 경남 FC의 코치로 취임했다.

## 기타
2013년 12월 강원 FC 시절 팀 동료인 이우혁의 누나와 결혼하였다.